# Albert Viljam Hagelin
Albert Viljam Hagelin, född 24 april 1881 i Bergen, död 25 maj 1946 i Oslo, var en norsk nazistisk politiker.
Hagelin levde i flera år som affärsman i Tyskland. Vid årsskiftet 1939–1940 bosatte han sig i Oslo. Han hjälpte Vidkun Quisling att få audiens hos Hitler i december 1939 och medverkade den 9 april 1940 vid Quislings "regeringsbildning" i det under andra världskriget av Tyskland ockuperade Norge. Den 25 september 1940 blev han av Reichskommissar Josef Terboven utnämnd till kommissariskt statsråd för det nyupprättade "inrikesdepartementet", och den 1 februari 1942 till inrikesminister i Quislings "nationella regering". Hagelin hade en väsentlig del av ansvaret för "nyordningen" av förvaltningen, särskilt för den nya kommunallagstiftningen, där man försökte införa tyskarnas Führerprinzip.
Hagelin blev misstänkt för korruption, frikändes, men avgick i november 1944 och levde därefter ett anonymt liv till dess att han greps vid Norges befrielse. Han dömdes till döden i december 1945 och avrättades året därpå.